# Pam Marshall
Pamela „Pam“ Marshall (* 16. August 1960) ist eine ehemalige US-amerikanische Leichtathletin.
Marshall wurde 1986 Landesmeisterin im 100- und 200-Meter-Lauf. Über die 200 Meter verteidigte sie ihren Titel im folgenden Jahr erfolgreich. Bei den Leichtathletik-Weltmeisterschaften 1987 in Rom gewann sie als Schlussläuferin in der 4-mal-100-Meter-Staffel gemeinsam mit Alice Brown, Diane Williams und Florence Griffith-Joyner die Goldmedaille vor den Mannschaften aus der DDR und der Sowjetunion. Außerdem belegte sie im 200-Meter-Lauf den vierten und im 100-Meter-Lauf den achten Platz. 1988 lief sie die 200 Meter in 21,93 Sekunden, lediglich 22 Hundertstelsekunden langsamer als der damalige von Marita Koch und Heike Drechsler gehaltene Weltrekord.
Pam Marshall ist 1,78 m groß und hatte ein Wettkampfgewicht von 63 kg.

## Bestleistungen
- 100 m: 11,01 s, 15. September 1987, Lausanne
- 200 m: 21,93 s, 23. Juli 1988, Indianapolis
- 400 m: 49,99 s, 17. Mai 1986, Westwood